# Стилон (футбольный клуб)
«Стилон» Го́жув-Велькопо́льски (пол. Stilon Gorzów Wielkopolski) — польский футбольный клуб, 30 апреля 2011 года прекративший существование из-за финансовых проблем.

## История названий
- 1947 — «Едвабник»
- 1949 — «Влукняж»
- 1952 — «Уния»
- 1961 — «Стилон»
- 1996 — «Гожув-Велькопольский»
- 2011 — «Стилон»